# Музей бетона
Музей бетона — первый на Украине музей, посвящённый бетону. Расположен музей в городе Одесса на территории предприятия, выпускающего строительные материалы. Открытие музея состоялось 5 декабря 2017 года. На момент открытия были организованы два тематических зала. С января 2018 года были добавлены два помещения.

## Экспонаты
На декабрь 2017 года коллекция музея состояла из 150 экспонатов.
На май 2018 год коллекция музея насчитывала уже около 2500 экспонатов, которые непосредственно связаны с бетоном и технологией его производства. Среди экспонатов — документы по геологическим раскопкам, которые проводились в Одесской области около 100 лет назад, различные приборы, среди которых танзиометр системы Aистовa для определения «капиллярной составляющей потенциала почвенной влаги», подвижные макеты грузоподъёмных строительных кранов, австрийская рулетка 1890 года, журнал записей 1938 года и другие раритеты.
В ноябре этого же года коллекция музея пополнилась привезённым из Австрии 19-тонным катком для укладки асфальта, выпущенного в 1893 году.

## Оформление

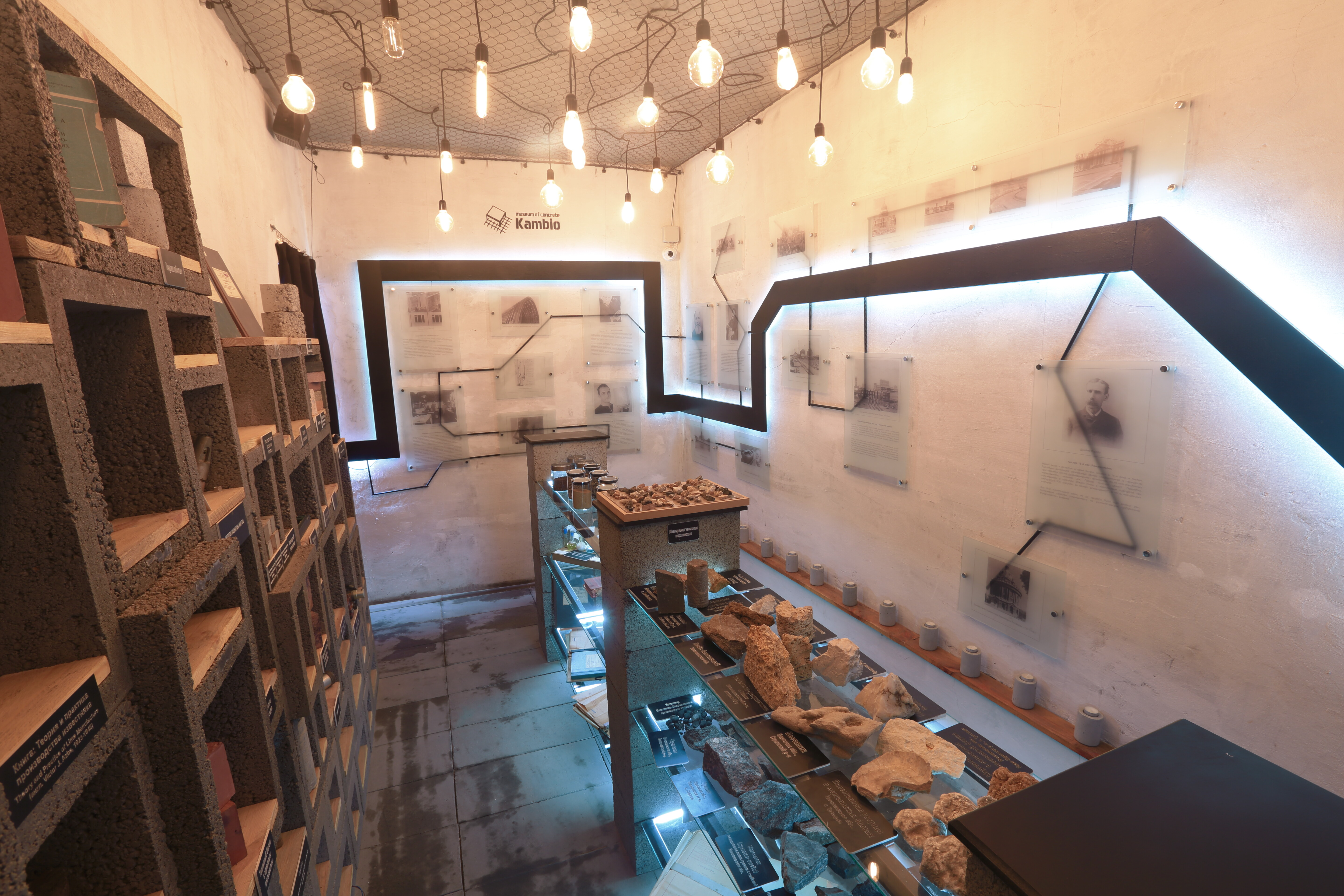
Музей бетона: первый зал

Первое помещение занимает экспозиция о истории появления бетона, его развитием как строительного материала от Древнего Рима (см. Римский бетон) до стеклобетона. Отдельно представлен широкий ассортимент реагентов, которые используются при современном производстве бетонных изделий: гидрофобизующие добавки, пластификаторы и т. д.
Второй зал воссоздаёт атмосферу времён СССР и демонстрирует условия работы инженера промышленного предприятия по производству ЖБИ. В зале так же представлена техническая библиотека по строительной тематике и железобетонным изделиям.

## Интерактивный зал

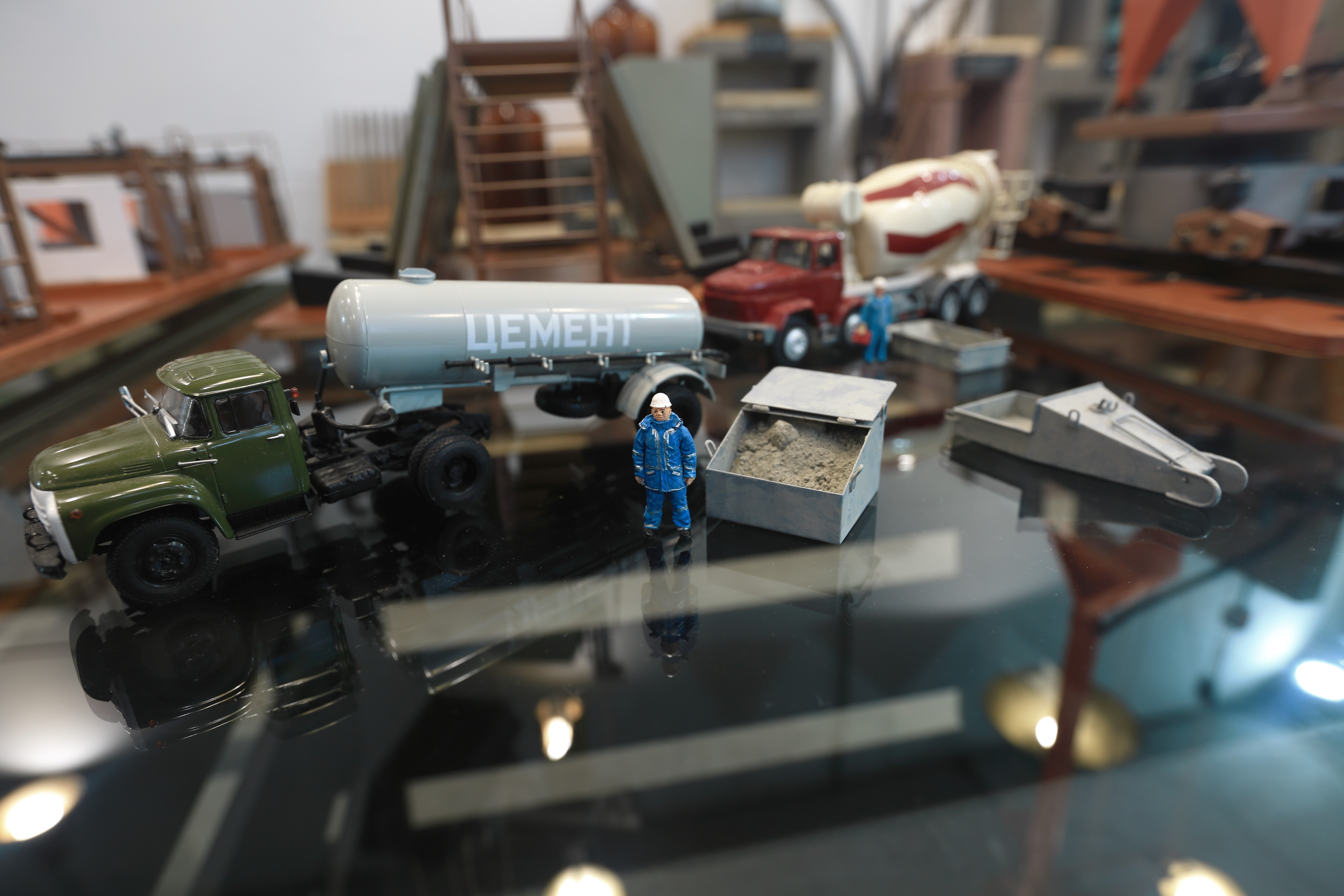
Экспонаты Музея бетона

Зал содержит интерактивные стенды строительной тематики, связанные, например, с производством и складированием железобетонных панелей, которые использовались при строительстве домов хрущёвской постройки.
Отдельной экспозицией представлено лабораторное измерительное оборудование по металлу и металлоформам. Экспозиция демонстрирует непосредственное участие данного материала в производстве бетонных изделий и ЖБИ.